# سان داون (تگزاس)
سان داون، تگزاس (به انگلیسی: Sundown, Texas) یک شهر در ایالات متحده آمریکا با جمعیت ۱٬۵۰۵ نفر است که در تگزاس واقع شده‌است.

## موقعیت جغرافیایی
موقعیت جغرافیایی شهرها و مناطق اطراف به شرح زیر است: